# Stanarka napuštene kuće
Stanarka napuštene kuće (engl. The Tenant of Wildfell Hall) roman je Anne Brontë, najmlađe iz literarne obitelji Brontë. Izdala ga je pod pseudonimom Acton Bell lipnja 1848. godine, ali su kritičari bili nemilosrdni govoreći da je to djelo "opasno za mladi um djevojke". Danas se taj roman smatra jednim od prvih feminističkih romana onog vremena.

## Adaptacije
- 1968. TV serija The Tenant of Wildfell Hall s Janet Munro, Corinom Redgravom te Bryanom Marshallom
- 1996. TV serija The Tenant of Wildfell Hall s Tara FitzGerald, Toby Stephensom, Rupertom Gravesom i Jamesom Purefoyem

## Vanjske poveznice
- Stanarka napuštene kuće na hrvatskom jeziku
- (engl.) The Tenant of Wildfell Hall, London: Thomas Cautley Newby, 1848. Scanned first edition, first, second and third volumes from Internet Archive.
- (engl.) Online edition of The Tenant of Wildfell Hall with the prologue and the chapters headings included  Arhivirana inačica izvorne stranice od 10. ožujka 2012. (Wayback Machine) at AnneBronte.com  Arhivirana inačica izvorne stranice od 10. ožujka 2012. (Wayback Machine)
- (engl.) The Tenant of Wildfell Hall  Arhivirana inačica izvorne stranice od 3. srpnja 2009. (Wayback Machine) at PublicLiterature.org
- (engl.) The Tenant of Wildfell Hall - Free Public Domain Audiobook at LibriVox.